# Pseudophycis breviuscula
Pseudophycis breviuscula, en havslevande medlem av familjen djuphavstorskfiskar som finns kring Australien och Nya Zeeland.

## Utseende
En brun till brunskär fisk med ljusare buksida. Stjärt-, anal- och de två (nästan sammanvuxna) ryggfenorna har mörka kanter. En liten fisk, 25 cm som mest.

## Vanor
Pseudophycis breviuscula är en nattaktiv bottenfisk som förekommer på hårda bottnar över kontinentalhyllan ner till ett djup av 220 m.

## Kommersiell användning
Ett visst fiske förekommer, men på grund av artens ringa storlek är den av litet kommersiellt intresse.

## Utbredning
Utbredningsområdet omfattar farvattnen kring Nya Zeeland och Australien från New South Wales till västra Australien och Tasmanien, med tonvikt på de östra delarna.